# فریدریش انگل
فریدریش انگل (آلمانی: Friedrich Engel؛ ۲۶ دسامبر ۱۸۶۱ – ۲۹ سپتامبر ۱۹۴۱) ریاضی‌دان اهل آلمان بود.